# Enzo Coppini
Enzo Coppini (Agliana, 18 aprile 1920 – Prato, 29 luglio 2011) è stato un ciclista su strada italiano, professionista dal 1945 al 1952. Soprannominato Il Morino di Prato, colse un'unica vittoria nel 1946; partecipò ad alcune classiche nazionali, a quattro Giri d'Italia e a un Tour de France.

## Palmarès
- 1946 (A.C. Pratese, una vittoria)

Coppa Lanciotto Ballerini

## Piazzamenti

### Grandi Giri
- Giro d'Italia

1946: 14º
1947: ritirato
1949: 46º
1950: ritirato
- Tour de France

1948: ritirato

### Classiche monumento
- Milano-Sanremo

1946: 48º
1948: 29º
1950: 86º
- Giro di Lombardia

1945: 33º
1948: 19º